# Щербатовка (Житомирская область)
Щербатовка (укр. Щербатівка) — село на Украине, находится в Малинском районе Житомирской области.
Код КОАТУУ — 1823487403. Население по переписи 2001 года составляет 310 человек. Почтовый индекс — 11644. Телефонный код — 4133. Занимает площадь 1,719 км².

## Адрес местного совета
11600, Житомирская область, Малинский р-н, с. Слободка